# Cantón Machala
El cantón Machala es una entidad territorial subnacional ecuatoriana, de la Provincia de El Oro. Su cabecera cantonal es la ciudad de Machala, lugar donde se agrupa gran parte de su población total.

## Geografía
Está situada en las tierras bajas próximas al golfo de Guayaquil, en el océano Pacífico, gracias a la unión con Puerto Bolívar, pues antes estaban separadas. Machala se ubica en el extremo occidental de archipiélago de Jambelí.

### Clima
Tiene un clima cálido-tropical, (sub.-húmedo seco), influenciado por la corriente fría de Humbolt y la presencia de la corriente cálida del Niño que en ocasiones varia. Su temperatura promedio es variable de 17° a 34 °C.

## Gobierno y política
Territorialmente, la ciudad de Machala está organizada en siete parroquias urbanas, mientras que existe solo una parroquia rural con la que complementa el aérea total del Cantón Machala. El término "parroquia" es usado en el Ecuador para referirse a territorios dentro de la división administrativa municipal.
La ciudad y el cantón Machala, al igual que las demás localidades ecuatorianas, se rige por una municipalidad según lo previsto en la Constitución de la República. El Gobierno Autónomo Descentralizado Municipal de Machala, es una entidad de gobierno seccional que administra el cantón de forma autónoma al gobierno central. La municipalidad está organizada por la separación de poderes de carácter ejecutivo representado por el alcalde, y otro de carácter legislativo conformado por los miembros del concejo cantonal.
La ciudad de Machala es la capital de la provincia de El Oro, por lo cual es sede de la Gobernación y de la Prefectura de la provincia. La Gobernación está dirigida por un ciudadano con título de Gobernador de El Oro y es elegido por designación del propio Presidente de la República como representante del poder ejecutivo del estado. La Prefectura, algunas veces denominada como Gobierno Provincial, está dirigida por un ciudadano con título de Prefecto Provincial de El Oro y es elegido por sufragio directo en fórmula única junto al candidato viceprefecto. Las funciones del Gobernador son en su mayoría de carácter representativo del Presidente de la República, mientras que las funciones del Prefecto están orientadas al mantenimiento y creación de infraestructura vial, turística, educativa, entre otras.
La Municipalidad de Machala, se rige principalmente sobre la base de lo estipulado en los artículos 253 y 264 de la Constitución Política de la República y en la Ley de Régimen Municipal en sus artículos 1 y 16, que establece la autonomía funcional, económica y administrativa de la Entidad.

### Alcaldía
El poder ejecutivo de la ciudad es desempeñado por un ciudadano con título de Alcalde del Cantón Machala, el cual es elegido por sufragio directo en una sola vuelta electoral sin fórmulas o binomios en las elecciones municipales. El vicealcalde no es elegido de la misma manera, ya que una vez instalado el Concejo Cantonal se elegirá entre los ediles un encargado para aquel cargo. El alcalde y el vicealcalde duran cuatro años en sus funciones, y en el caso del alcalde, tiene la opción de reelección inmediata o sucesiva. El alcalde es el máximo representante de la municipalidad y tiene voto dirimente en el concejo cantonal, mientras que el vicealcalde realiza las funciones del alcalde de modo suplente mientras no pueda ejercer sus funciones el alcalde titular.
El alcalde cuenta con su propio gabinete de administración municipal mediante múltiples direcciones de nivel de asesoría, de apoyo y operativo. Los encargados de aquellas direcciones municipales son designados por el propio alcalde. Actualmente el Alcalde de Machala es Darío Macas, elegido para el periodo 2023 - 2027.

### Concejo cantonal
El poder legislativo de la ciudad es ejercido por el Concejo Cantonal de Machala el cual es un pequeño parlamento unicameral que se constituye al igual que en los demás cantones mediante la disposición del artículo 253 de la Constitución Política Nacional. De acuerdo a lo establecido en la ley, la cantidad de miembros del concejo representa proporcionalmente a la población del cantón.
Machala posee 11 concejales, los cuales son elegidos mediante sufragio (Sistema D'Hondt) y duran en sus funciones cuatro años pudiendo ser reelegidos indefinidamente. De los once ediles, 10 representan a la población urbana mientras que uno representa a la única parroquia rural. El alcalde y el vicealcalde presiden el concejo en sus sesiones. Al recién instalarse el concejo cantonal por primera vez los miembros eligen de entre ellos un designado para el cargo de vicealcalde de la ciudad.

### Organización territorial
El cantón Machala posee en su totalidad 8 parroquias, siendo de ellas 7 urbanas y 1 rural.

#### Parroquias urbanas
- Machala (cabecera cantonal)
- El Cambio
- Jambelí
- Jubones
- La Providencia
- Nueve de Mayo
- Puerto Bolívar

#### Parroquia rural
- El Retiro